# La Montagne ensorcelée (film, 2009)
Cet article concerne le film de 2009. Pour le film de 1975, voir La Montagne ensorcelée (film, 1975).
Pour les articles homonymes, voir La Montagne ensorcelée.
Pour plus de détails, voir Fiche technique et Distribution.
La Montagne ensorcelée ou La Course vers la montagne ensorcelée au Québec (Race to Witch Mountain) est un film américain réalisé par Andy Fickman, sorti en 2009.
Il s'agit de l'adaptation du roman Escape to Witch Mountain d'Alexander Key, qui a déjà fait l'objet de plusieurs adaptations de la part des  studios Disney : La Montagne ensorcelée en 1975, Les Visiteurs d'un autre monde (Return from Witch Mountain) en 1978, Beyond Witch Mountain en 1982 dans Generations Collection de studios Disney, Le Mystère de la montagne ensorcelée en 1995, remake en deux parties.

## Synopsis
Sara et Seth, des jumeaux dotés de pouvoirs extraordinaires, tentent d'échapper à une organisation qui souhaite les exploiter. Ils sont aidés dans leur fuite par un chauffeur de taxi nommé Jack Bruno.

## Fiche technique
Sauf indication contraire, les informations mentionnées dans cette section peuvent être confirmées par les bases de données cinématographiques IMDb et Allociné,  présentes dans la section « Liens externes ».
- Titre original : Race to Witch Mountain
- Titre français : La Montagne ensorcelée
- Titre québécois : La Course vers la montagne ensorcelée[1]
- Réalisation : Andy Fickman
- Scénario : Mark Bomback et Matt Lopez, d'après le roman de Alexander Key
- Musique : Trevor Rabin
  - Musiques additionnelles : Paul Linford
- Direction artistique : John R. Jensen
- Décors : David J. Bomba
- Costumes : Genevieve Tyrrell
- Photographie : Greg Gardiner
- Son : Randle Akerson, Terry Porter, Robert L. Sephton, Dean A. Zupancic
- Montage : David Rennie
- Production : Andrew Gunn
  - Production déléguée : Mario Iscovich et Ann Marie Sanderlin
  - Production associée : Amy Stenftenagel
- Sociétés de production : Gunn Films et Walt Disney Pictures
- Société de distribution : Walt Disney Studios Motion Pictures
- Budget: 50 millions de $[2],[3]
- Pays de production :  États-Unis
- Langue originale : anglais
- Format : couleur (DeLuxe) (Technicolor) — 35 mm — 2,39:1 (CinemaScope / Panavision) — son Dolby Digital / DTS / SDDS
- Genre : action, aventure, comédie, science-fiction
- Durée : 98 minutes
- Dates de sortie[4] :
  - États-Unis, Québec : 13 mars 2009[1]
  - France : 2 septembre 2009 (sortie directement en DVD)
- Classification :
  - États-Unis : des scènes peuvent heurter les enfants - accord parental souhaitable (PG - Parental Guidance Suggested)[N 1]
  - France : tous publics (conseillé à partir de 10 ans)[5]
  - Québec : tous publics (G - General Rating)[1]

## Distribution
- Dwayne Johnson (V. F. : Guillaume Orsat ; V. Q. : Benoît Rousseau) : Jack Bruno
- AnnaSophia Robb (V. F. : Camille Donda ; V. Q. : Romy Kraushaar-Hébert) : Sara
- Alexander Ludwig (V. F. : Thomas Sagols ; V. Q. : Xavier Dolan) : Seth
- Carla Gugino (V. F. : Marjorie Frantz ; V. Q. : Camille Cyr-Desmarais) : Dr Alex Friedman
- Ciarán Hinds (V. F. : Féodor Atkine ; V. Q. : Jean-Luc Montminy) : Henry Burke
- Tom Everett Scott (V. F. : Maurice Decoster ; V. Q. : Alexis Lefebvre) : Matheson
- Chris Marquette (V. F. : Philippe Bozo ; V. Q. : Olivier Visentin) : Pope
- Billy Brown (V. F. : Gilles Morvan ; V. Q. : Patrick Chouinard) : Carson
- Garry Marshall (V. F. : Jean-Pierre Moulin ; V. Q. : André Montmorency) : Dr Donald Harlan
- Kim Richards (V. F. : ? ; V. Q. : Élise Bertrand) : Tina
- Ike Eisenmann (V. Q. : Antoine Durand : le shérif Antony
- Tom Woodruff Jr. : Siphon
- John Duff : Frank
- Bon Koherr (V. F. : Michel Vigné ; V. Q. : Jean-François Beaupré) : Marty
- Kevin Christy (V. F. : Sébastien Desjours ; V. Q. : François Sasseville) : Matt
- Bob Clendenin (V. F. : Patrice Dozier ; V. Q. : Frédéric Paquet) : Lloyd
- Sam Wolfson : Imperial Stormtrooper Ciardi
- Bryan Fogel : Imperial Stormtrooper Gray
- Robert Torti (V. F. : David Krüger ; V. Q. : Michel M. Lapointe) : Dominick
- John Kassir (V. F. : Daniel Lafourcade ; V. Q. : Sébastien Reding) : Chuck
- Beth Kennedy : Stenftenagel
- Jonathan Slavin (en) : Gallagher
- Harry S. Murphy : Analyst D. Pleasance
- Ted Hartley : Four-Star General V. Lewton
- Jack Eastland : General E. Albert
- Meredith Salenger : Natalie Gann
- Andrew Shaifer : Casey Taylor
- Suzanne Krull : Gail Ross
- Steve Rosenbaum : Oren Bergman
- Christine Lakin : Sunday

Sources et légende : Version française (V. F.) sur Voxofilm Version québécoise (V. Q.) sur Doublage Québec

## Sorties cinéma
Sauf indication contraire, les informations mentionnées dans cette section peuvent être confirmées par la base de données cinématographiques IMDb,  présente dans la section « Liens externes ».
- Égypte : 11 mars 2009
- Émirats arabes unis : 12 mars 2009
- Koweït : 12 mars 2009
- Malaisie : 12 mars 2009
- Canada : 13 mars 2009
- Lettonie : 13 mars 2009
- Philippines : 13 mars 2009
- Singapour : 13 mars 2009
- États-Unis : 13 mars 2009
- Grèce : 19 mars 2009
- Ukraine : 19 mars 2009
- Estonie : 20 mars 2009
- Islande : 20 mars 2009
- Turquie : 20 mars 2009
- Bolivie : 26 mars 2009
- Hongrie : 26 mars 2009
- Kazakhstan : 26 mars 2009
- Russie : 26 mars 2009
- Mexique : 27 mars 2009
- Afrique du Sud : 27 mars 2009
- Hong Kong : 2 avril 2009
- Israël : 2 avril 2009
- Suède : 8 avril 2009
- Argentine : 9 avril 2009
- Autriche : 9 avril 2009
- Australie : 9 avril 2009
- Chili : 9 avril 2009
- Allemagne : 9 avril 2009
- Nouvelle-Zélande : 9 avril 2009
- Pérou : 9 avril 2009
- Thaïlande : 9 avril 2009
- Royaume-Uni : 10 avril 2009
- Irlande : 10 avril 2009
- Indonésie : 15 avril 2009
- Croatie : 16 avril 2009
- Slovénie : 16 avril 2009
- Brésil : 17 avril 2009
- Espagne : 17 avril 2009
- Lituanie : 17 avril 2009
- Panama : 17 avril 2009
- Venezuela : 24 avril 2009
- Pologne : 1er mai 2009
- Uruguay : 8 mai 2009
- Italie : 29 mai 2009
- Chine : 13 juin 2009 (Festival international du film de Shanghai)
- Roumanie : 26 juin 2009
- Japon : 4 juillet 2009

## Sorties vidéo
- En Inde, le film La Montagne ensorcelée de 2009 est sorti directement en DVD le 21 juillet 2009[4].
- En France, le film est sorti directement en DVD[8] et combo DVD + Blu-ray[9] le 2 septembre 2009, puis en VOD le 1er janvier 2015[5].
- Au Pays-Bas, le film est sortie directement en DVD le 8 septembre 2009[4].

## Accueil

### Box-office
Sauf mention contraire, les informations suivantes sont issues de Box Office Mojo
- Recettes du 1er week-end aux États-Unis : 24 402 214 $ (USD) (du 13 mars 2009 au 15 mars 2009)
- Recettes aux États-Unis : 67 128 202 $ (USD)
- Recettes aux États-Unis : 67 172 594 $ (USD)[11]

## Distinctions
Source : Internet Movie Database

### Récompense
- Festival international du film de Catalogne 2009 : meilleur film fantastique pour Andy Fickman

### Nomination
- ALMA Awards 2009 : meilleur acteur dans un film pour Cheech Marin